# Metro de Kíiv
El metro de Kíiv  és un sistema de transport d'alta velocitat fora del carrer, principalment subterrani, de Kíiv. Hi ha tres línies, la longitud operativa de les quals és de 69.648 km, 52 estacions amb tres intercanviadors subterranis al centre de la ciutat. Totes les línies estan electrificades amb una tensió constant de 825 V, i hi circulen trens elèctrics de 5 cotxes amb una longitud aproximada de 100 m. El metro està obert als viatgers cada dia de 05:30 a 23:00.
Després de l'obertura el 6 de novembre de 1960, esdevé el 14è metro d'Europa i el 3è de l'URSS després de Moscou i Leningrad.
El sistema és gestionat per l'empresa municipal "Kyivskyi metropoliten", subordinada a la KMDA, creada el 1990 com a successora legal de l'empresa subordinada al Ministeri de Comunicacions. L'empresa dona feina a gairebé 8.000 treballadors, inclou l'administració, 13 serveis, en particular el dipòsit elèctric (Tx-1 "Darnytsia", Tx-2 "Obolony" i Tx-3 "Kharkivske"), la planta de reparació de vagons (VRZ) i altres subdivisions, Els ingressos principals de l'empresa provenen de l'activitat principal: el transport de passatgers, en forma de pagament directe per part dels passatgers i com a compensació de la ciutat per a les categories preferents de ciutadans, així com els ingressos no bàsics: el lloguer d'espais, mitjans de publicitat i subvencions del pressupost municipal.
A l'època soviètica, el metro estava dedicat a Vladimir Lenin. Durant l'època de la independència, les referències a Lenin van deixar d'indicar-se en els nous signes, i les paraules actuals "noms de V. I. Lenin" van ser desmantellades a la dècada de 1990). El 1981, va rebre l'Ordre de la Bandera Roja del Treball.
Quatre estacions de la primera etapa de construcció ("Vokzalna", "Universitet", "Khreshchatyk", "Arsenallyna") són reconegudes com a monuments arquitectònics d'importància local, tres estacions més ("Dnipro", "Lybidska", "Zolotyi Vorota") tenen l'estatus d'objecte del patrimoni cultural recentment descobert.
Els autors de l'estació "Zolotyi Vorota" l'any 1991 van ser guardonats amb el Premi Estatal d'Ucraïna d'Arquitectura.
Totes les estacions del metro de Kíiv tenen cobertura 4G dels operadors mòbils Vodafone, Kyivstar i lifecell.

## Història
Prehistòria

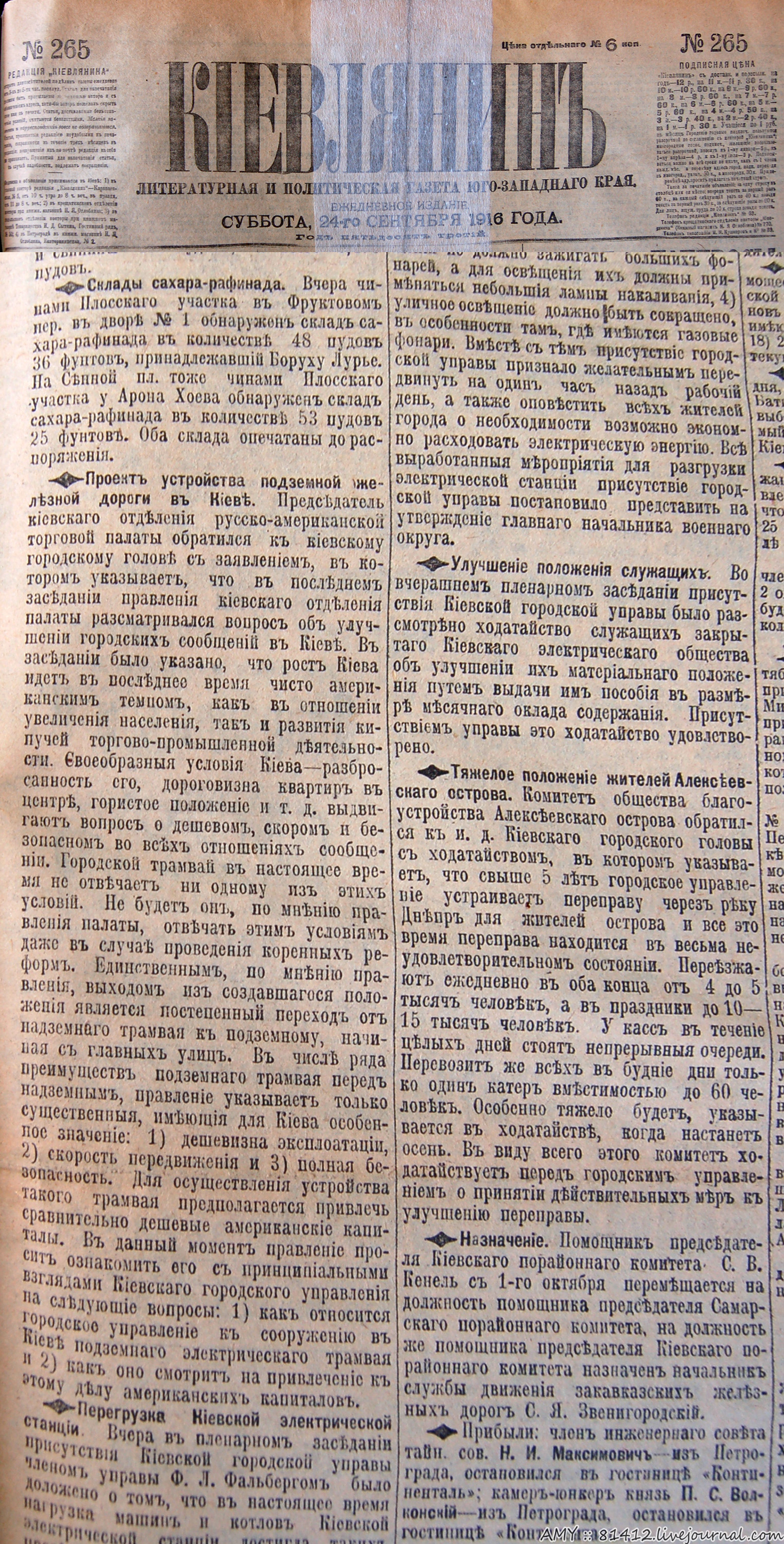
Un article al diari "Kievlyaninin" del 24 de setembre de 1916 amb una proposta de la Cambra de Comerç russoamericana per atraure fons per a la construcció del metro a Kíiv

A Kíiv, la idea de crear un ferrocarril subterrani va sorgir el 1884. El projecte, que va ser presentat a l'ajuntament pel cap dels Ferrocarrils del Sud-oest, Dmytro Andrievskyi, va implicar la creació de túnels ferroviaris des del moll del Dnipro fins a l'estació de ferrocarril. Se suposava que el túnel s'endinsaria al vessant del Dnieper prop de la plaça Postova i a la superfície a prop de Bessarabka. Aquí s'havia previst la construcció d'una nova estació de passatgers, i la de l'altra banda del riu Líbid s'havia de convertir en una estació de mercaderies. Tanmateix, l'administració municipal va rebutjar aquest projecte.
El setembre de 1916, la sucursal de Kíiv de la Cambra de Comerç russoamericana va oferir a la ciutat la possibilitat d'atreure capital nord-americà per a la construcció d'un metro a Kíiv cosa que va ser novament rebutjada per les autoritats de la ciutat.
El govern de Hetman de l'estat ucraïnès Pavlò Skoropadski tenia la intenció de construir un centre governamental i una línia de metro al districte de Zvirynets:
| ...estan pensant en construir tramvies, a més dels com ara, — de terra, també en túnels, que s'anomenen metro. El sòl de Zvirynets i la ciutat de Kíiv en general, on s'ha de construir el metro, és el millor per a aquesta construcció. En aquestes condicions, el metro es pot construir millor que a París...Kíiv s'aixeca sobre muntanyes i valls formades per la mateixa naturalesa, i el metro, que emergeix del túnel-muntanya a la vall i torna a passar pels túnels, transportarà a tothom i tot, des de Besarabka fins a Demiivka, de Zvirynets a Lukyanivka, de Naberezhnaya o Proriznaya. a Zadniprovski Slobidky. |

No obstant això, el 14 de novembre de 1918, el Directori  va arribar al poder, i els plans de crear un metro a Kíiv van tornar a perdre rellevància.

### Desenvolupament de projectes
Només després de gairebé vint anys, els plans per a la construcció del metro a Kíiv van tornar a ser rellevants. El 9 de juliol de 1936, el Presidium de l'Ajuntament de Kíev va revisar la tesi de V. Papazov, graduat de l'Institut d'Enginyers de Transport de Moscou, "Projecte del Metro de Kíiv". L'acta de la reunió va afirmar que l'enginyer "va abordar amb èxit la solució d'un dels problemes relacionats amb la reconstrucció de la ciutat de Kíiv i la regulació del transport intraciutat i va desenvolupar amb èxit qüestions pràctiques separades de l'esquema metropolità (direcció de les rutes)., ubicació de les estacions)". Per aquest treball, Papazov va rebre un premi en metàl·lic per valor de 1.000 rubles. No obstant això, no se sap si aquestes propostes es van incloure en desenvolupaments posteriors. Uns dies abans, el 5 de juliol El 1936, el diari de Kíiv "Bolshowyk" va publicar un article en què es considerava el projecte del metro, desenvolupat per especialistes de l'Institut de Mecànica del Transport de l'Acadèmia de Ciències de l'RSS d'Ucraïna. Aquest projecte proposava construir tres línies a la ciutat amb una longitud total d'uns 50 km. L'any 1938 van començar els treballs preparatoris, que van ser interromputs per la guerra germano-soviètica.
Van tornar al projecte de construcció del metro a Kíiv el 1944. El 5 d'agost, el Consell de Comissaris del Poble de l'URSS va emetre una resolució sobre la construcció d'un metro a la capital, segons la qual es va ordenar a les institucions pertinents iniciar els treballs de reconeixement, elaborar un projecte tècnic i un pressupost general per tal de presentar una tasca de projecte per a la construcció de la línia de metro de Kíiv al govern per a l'aprovació al quart trimestre del metro del mateix any Amb aquesta finalitat, el Comissariat de Finances del Poble de l'URSS va destinar un milió de rubles a Ucraïna del fons de reserva del govern de l'URSS per a projectes i treballs de recerca.
A l'abril de 1949, per ordre del Ministeri de les Comunicacions, es va crear "Kyivmetrobud", dirigit per Pylyp Kuzmin. Per tal de determinar la direcció de la primera ruta, els experts van analitzar la intensitat del trànsit dels residents de Kíiv tant a les carreteres centrals de la ciutat com als carrers allunyats del centre. Aquesta anàlisi va ser la base del mapa dels fluxos de passatgers de Kíiv, que indicava des d'on i on s'hauria d'executar la línia del metro, i exactament on construir les estacions. Només després d'això van començar el treball del projecte.

### Construcció
La construcció del metro va començar l'any 1949. El pas dels túnels va anar acompanyat de constants complicacions: una topografia peculiar de la zona, dolines que erosionaven els estrats subterranis i altres circumstàncies imprevistes pel projecte. A causa d'això, es van produir importants retards en els horaris de treball. A l'estiu de 1949, Metrobud va col·locar els primers eixos, i la primera connexió de túnels —entre les estacions de Khreshchatyk i Arsenallna—  va tenir lloc el desembre de 1951. Les últimes connexions del primer tram de sortida van tenir lloc el maig de 1959 entre les estacions "Vokzallna" i "Universytet".
La construcció del vestíbul intermedi de l'estació "Arsenallna"  va ser una tasca difícil per als constructors de metro. A més, el 1954, el finançament de la construcció del metro a Kíiv es va aturar durant un temps, ja que els importants esforços de l'URSS es van dirigir al desenvolupament de terres verges.
A principis de 1958, es va convocar un concurs per als millors projectes d'estació i es va crear una comissió per revisar els treballs competitius. Està format per representants d'organitzacions públiques de la ciutat, acadèmies de construcció i arquitectura de l'URSS i l'RSS d'Ucraïna, escultors, artistes, escriptors, gestors de l'edifici del túnel principal, Metrodiprotrans i Kíiv Metrobudivnuy. El juliol del mateix any es va inaugurar una exposició de projectes col·lectius, on es van presentar 80 obres. D'ells es van seleccionar els cinc millors, que es van plasmar en la construcció de les estacions "Vokzallna", "Universytet", "Khreshchatyk", "Arsenallyna" i "Dnipro", que es van incloure en la primera fase de la construcció del Metro de Kíiv.
Durant la construcció dels túnels de la primera etapa es van utilitzar 660,4 mil metres cúbics de formigó i formigó armat, uns 7300 m² de granit i marbre per revestir les estacions i vestíbuls.
El 6 de novembre de 1960 es va obrir la primera línia del metro de Kíiv, una secció de la línia Svyatoshyno-Brovarska de 5,2 km de llarg amb cinc estacions de "Vokzallna" a "Dnipro".

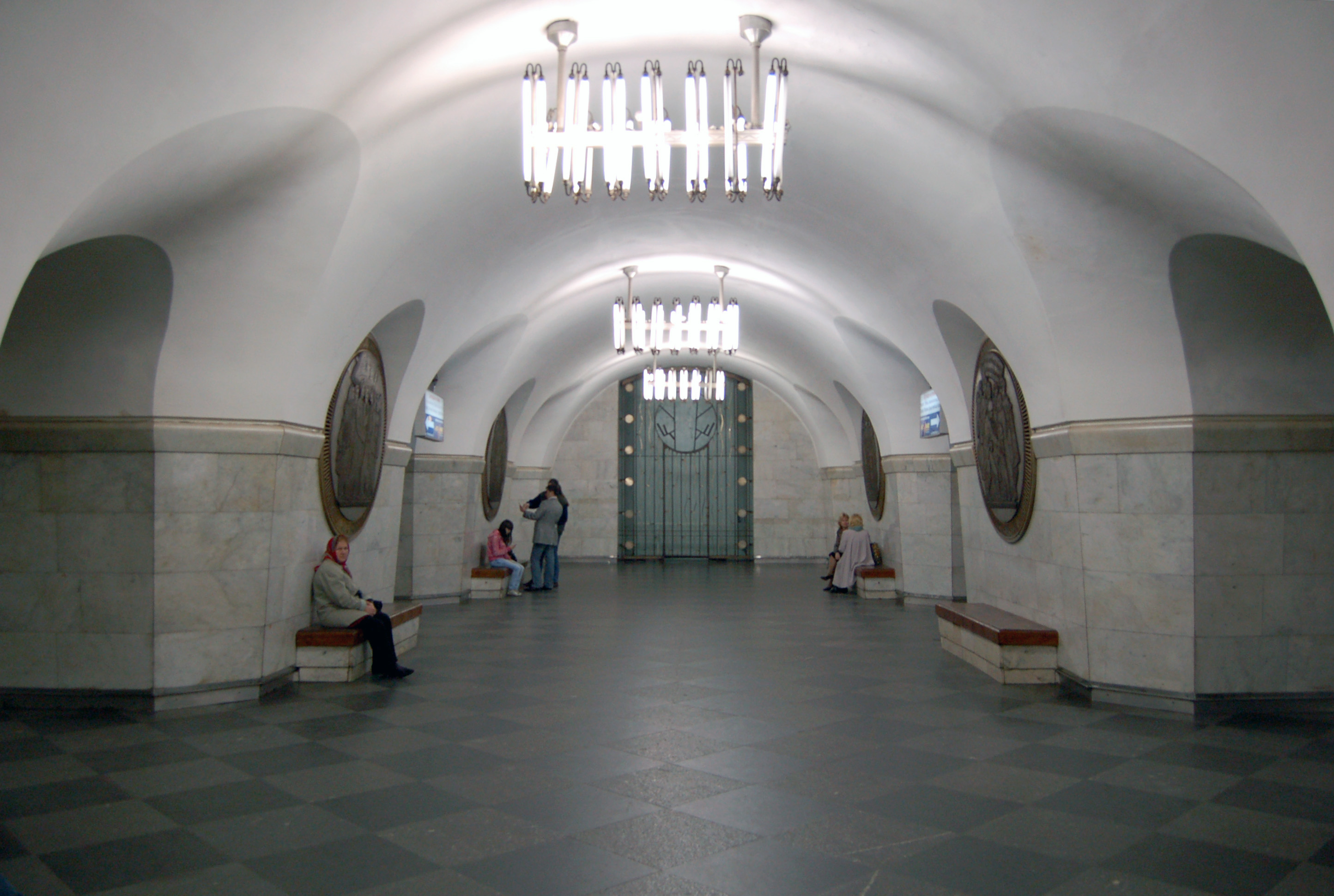
«Vokzallna»
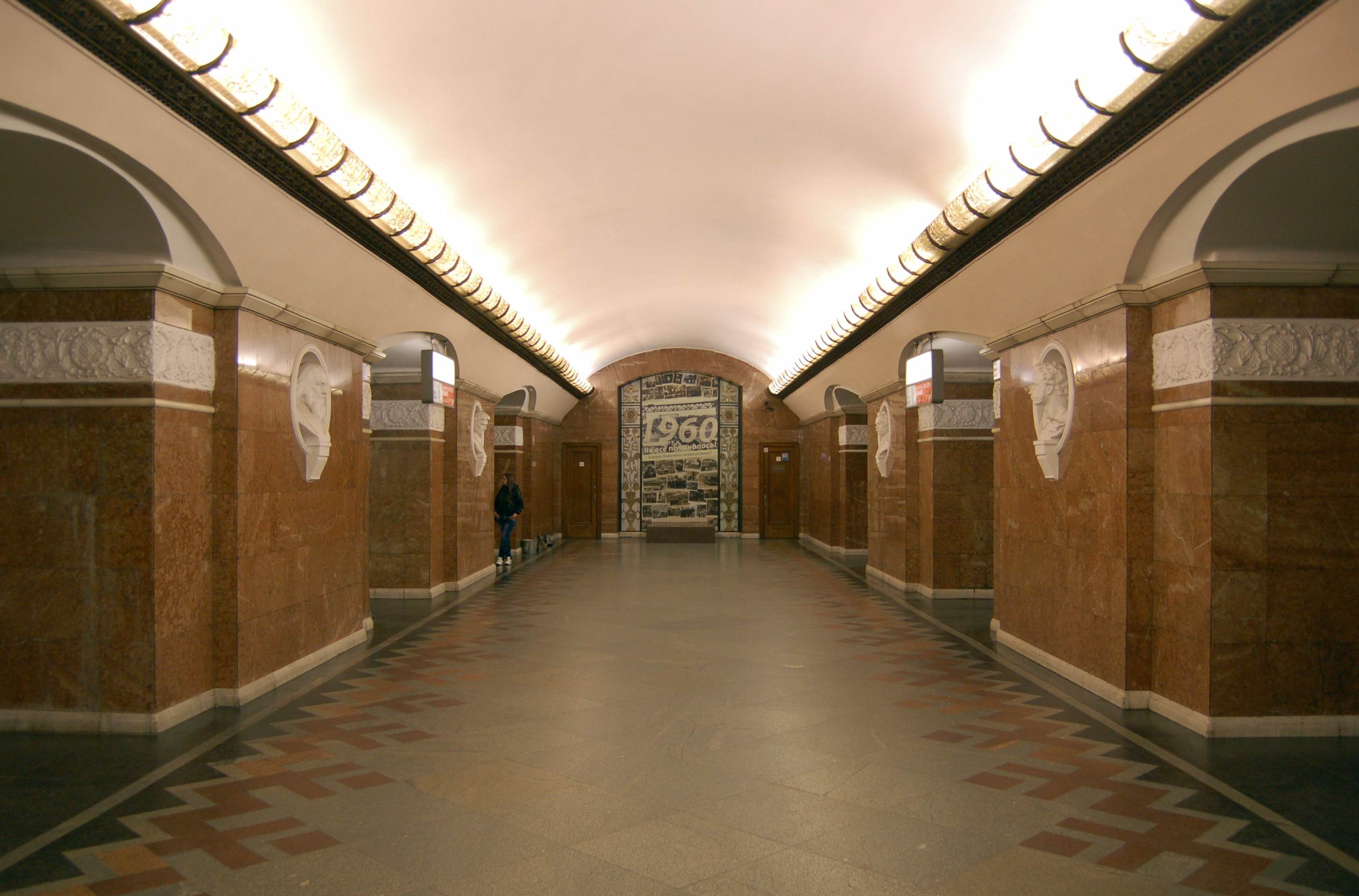
«Universytet»
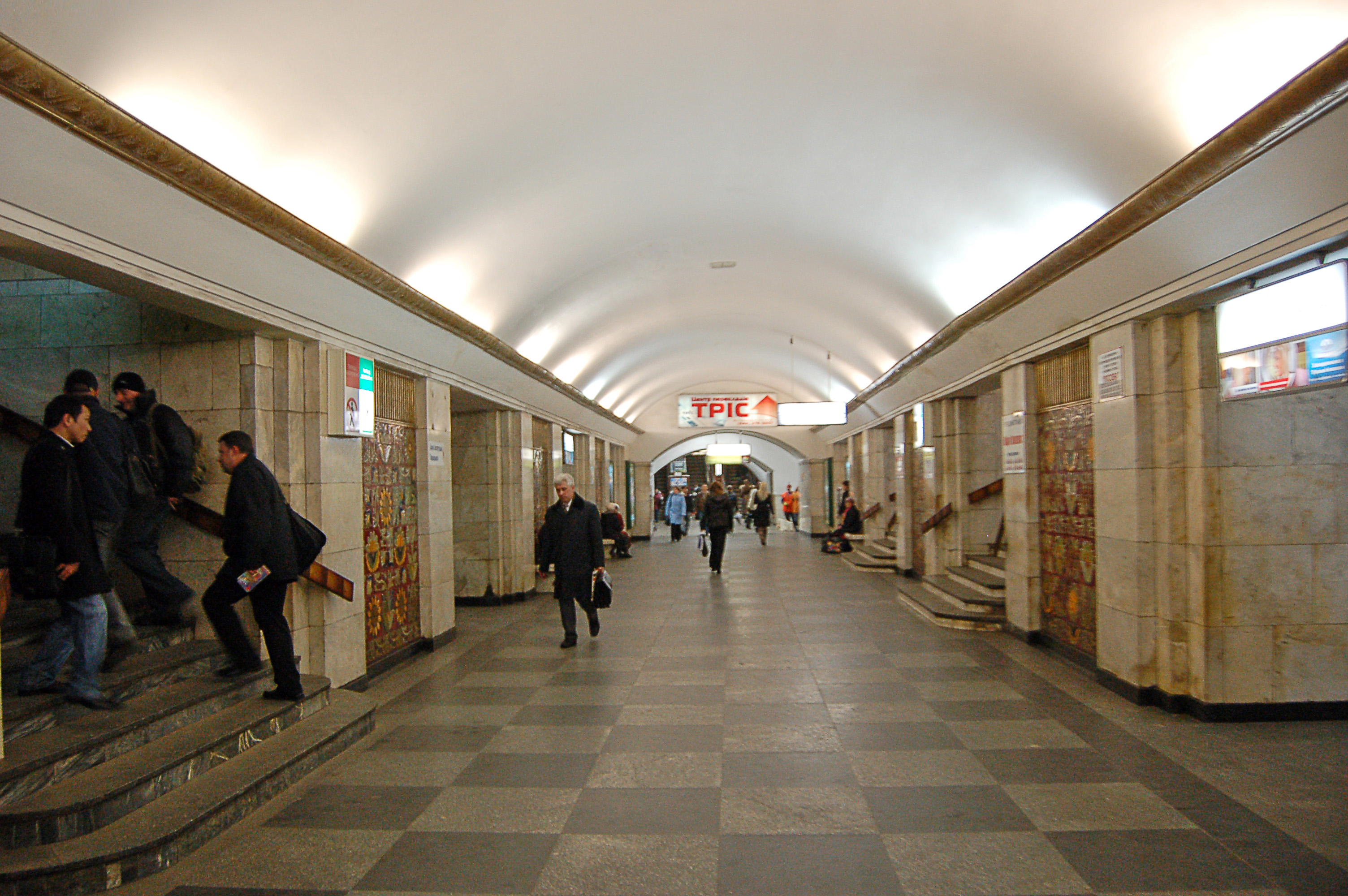
«Khreshchatyk»
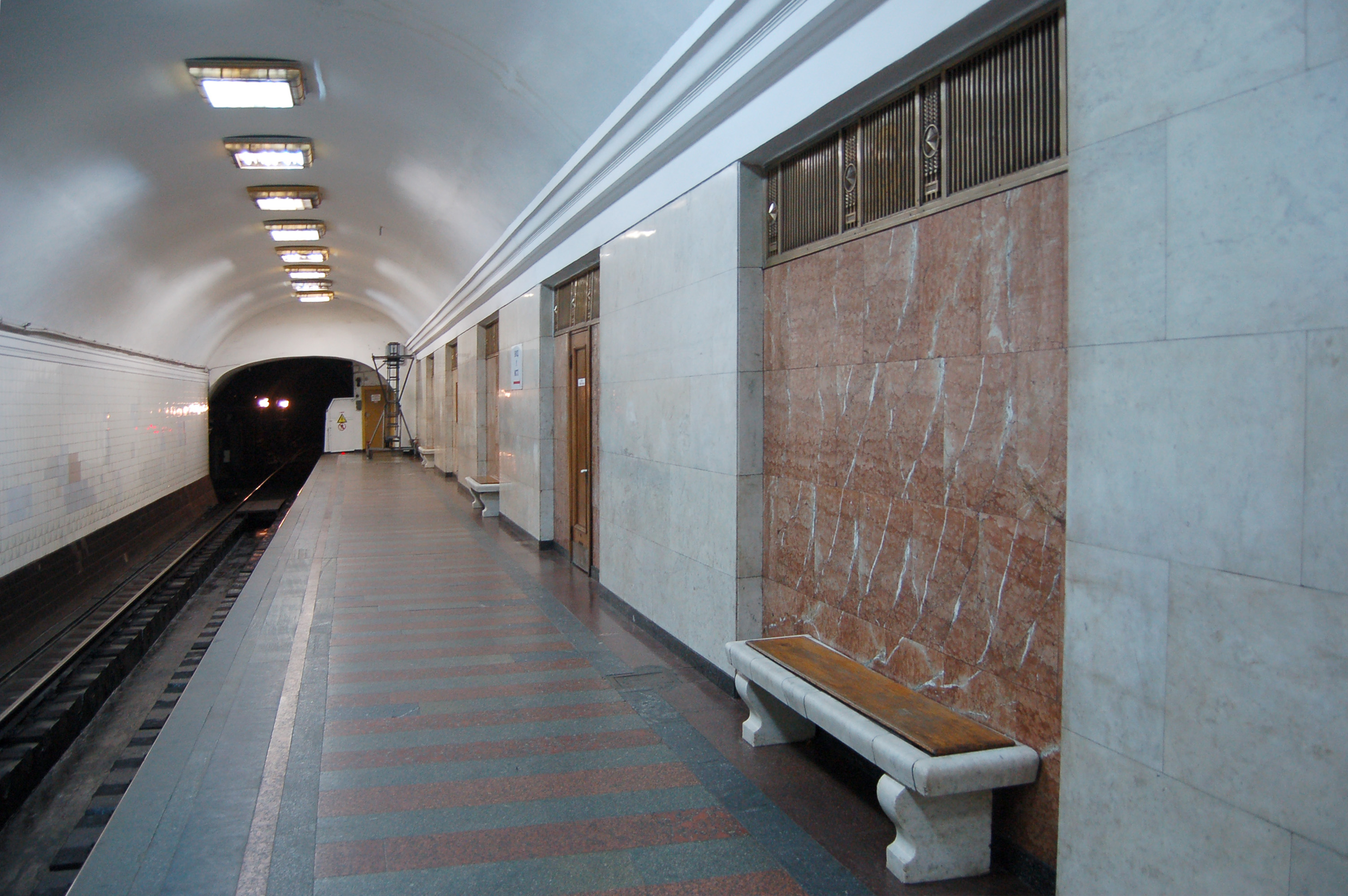
«Arsenallyna»
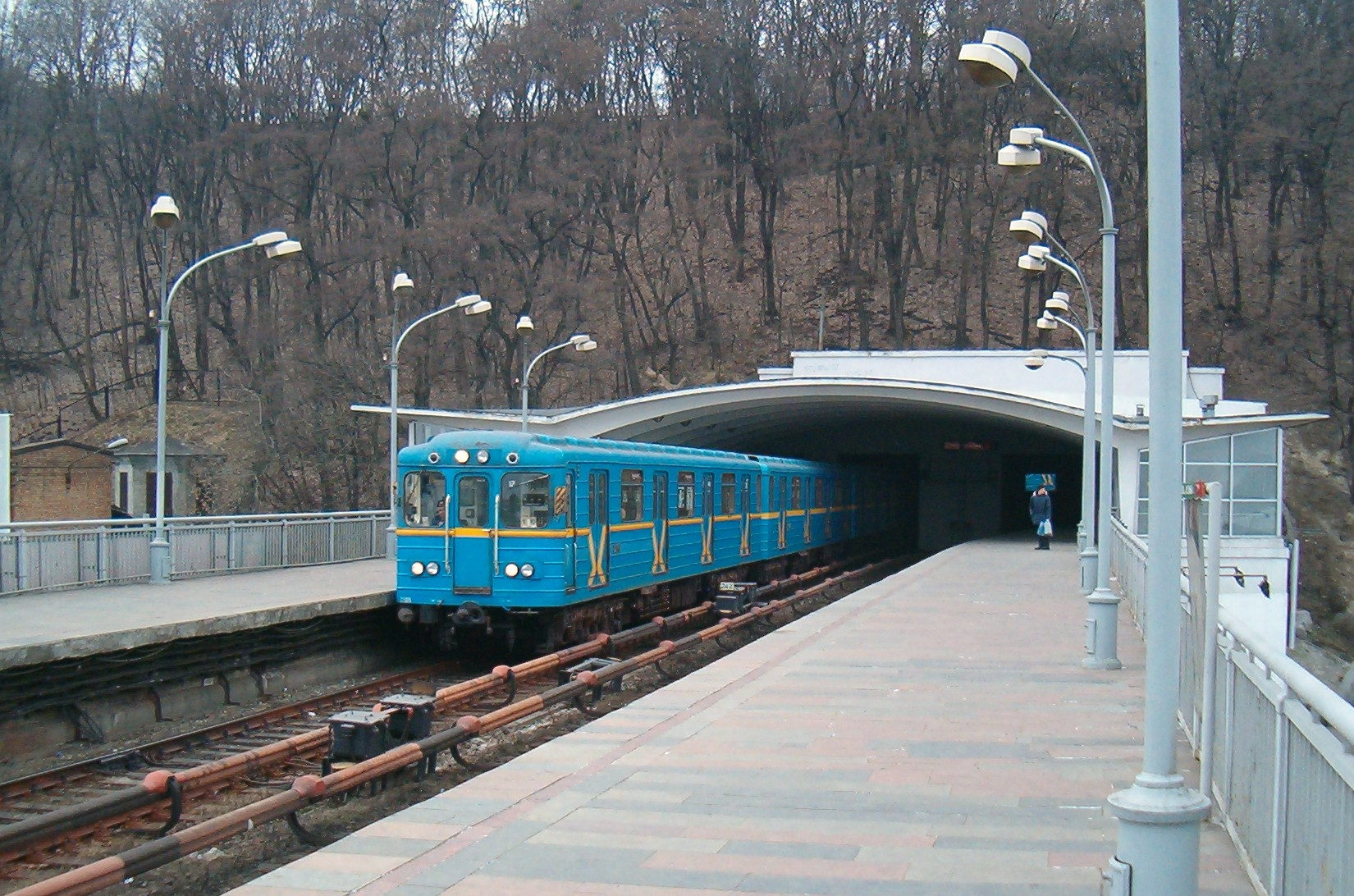
«Dnipro»

### Els primers anys d'activitat
Paral·lelament a la posada en marxa del metro, va sorgir el problema de la creació d'un dipòsit de material mòbil. Per tant, es va col·locar un dipòsit temporal a l'autopista Embankment, prop de l' estació de Dnipro, a les antigues instal·lacions de Metrobud, que tenia espai per a la reparació de vagons per a dos vagons amb pont grua, tallers de reparació i la gestió del dipòsit elèctric. A prop hi havia una sala de calderes de combustible sòlid, una sala de compressors, un petit magatzem de combustible i lubricants, i també es va construir un magatzem de recanvis i materials. Tanmateix, el dipòsit no disposava de vies de ferrocarril d'accés i, per tant, no podia exercir correctament les seves funcions.
La línia era servida per trens de tres cotxes amb vagons tipus D fabricats per la planta de construcció de màquines de Mytyshchensk. Els vagons de metro que arribaven de la fàbrica a l' estació de Darnytsia del ferrocarril del sud-oest van ser col·locats en carros especials i lliurats al dipòsit "Dnipro" per una locomotora de tramvia. Per lliurar el material mòbil a l'estació, es va utilitzar una via que conduïa al cercle de gir , que es trobava exactament sota l'estació. El cotxe es va portar a aquest dispositiu, després va girar de manera que quedés paral·lel als rails de l'estació i després va pujar. Els rails de la roda giratòria-elevadora estaven exactament en contacte amb els rails de l'estació, i el cotxe va abandonar la roda, permetent que el següent repeteixi aquesta acció. A causa de les molèsties de transport de vagons, la major part del material rodant va passar la nit als túnels, i va visitar el dipòsit només per a la inspecció tècnica i les reparacions actuals. La creació d'un dipòsit d'aquest tipus va ser un fenomen temporal, perquè les estacions de la primera línia del metro tenien una ubicació profunda, la qual cosa va fer impossible la creació d'un dipòsit permanent aeri en aquesta zona.
En aquell moment, el metro estava subordinat al Ministeri de Comunicacions de l'URSS, no a l'ajuntament. A més, no hi havia torniquets en aquell moment, i els passatgers simplement presentaven els seus bitllets al controlador. Tots els conductors van ser formats a Moscou. El 22 d'octubre de 1960, un conductor del metro de Moscou, un moscovita, Oleksiy Simagin, i un Kyivan, Ivan Vynogradov, un antic conductor del dipòsit elèctric de l' estació de Kíiv-Pasajyrskyi, conduïen un tren de prova. Simagin estava al capdavant i Vinogradov era l'assistent, es preparava per a la sortida principal. El 6 de novembre van canviar de lloc i, el dia de la inauguració, Kyivan Ivan Vinogradov es va convertir en el primer conductor de tren a obrir oficialment el moviment dels trens del metro de Kíiv.

### Més construcció
La segona secció inicial del metro de Kíiv es va inaugurar el 1963. Es van obrir dues estacions noves: "Politechnixnuy Institut" i "Zavod Boleshovik" ("Shulyavska").
Des de 1964, es van començar a subministrar nous vagons tipus E al metro de Kíiv. Les següents estacions "Hydropark", "Livoberezhna" i "Darnytsia" es van obrir juntament amb el pont del metro i el pont del metro Rusanivskuy a l'extrem oriental de la línia el 1965. Igual que "Dnipro", les tres noves estacions eren terrestres, i "Hydropark" es va construir realment al parc del mateix nom a l'illa. Per tal de donar servei i emmagatzemar material mòbil, en lloc del dipòsit temporal "Dnipro", es va obrir el dipòsit "Darnytsia" (Tx1) entre les estacions "Livoberezhna" i "Darnytsia", que tenia una porta amb l' estació de Kíiv-Dniprovskyi per transportar nous vagons de metro des de la xarxa ferroviària. A més, l'estiu de 1960 es va iniciar la construcció d'un segon talús d'escales mecàniques amb sortida cap al carrer Instytutskaya a l'estació de Khreschatyk, i es va inaugurar el 4 de setembre de 1965. Paral·lelament, el vestíbul central de l'estació es va ampliar 40 metres.

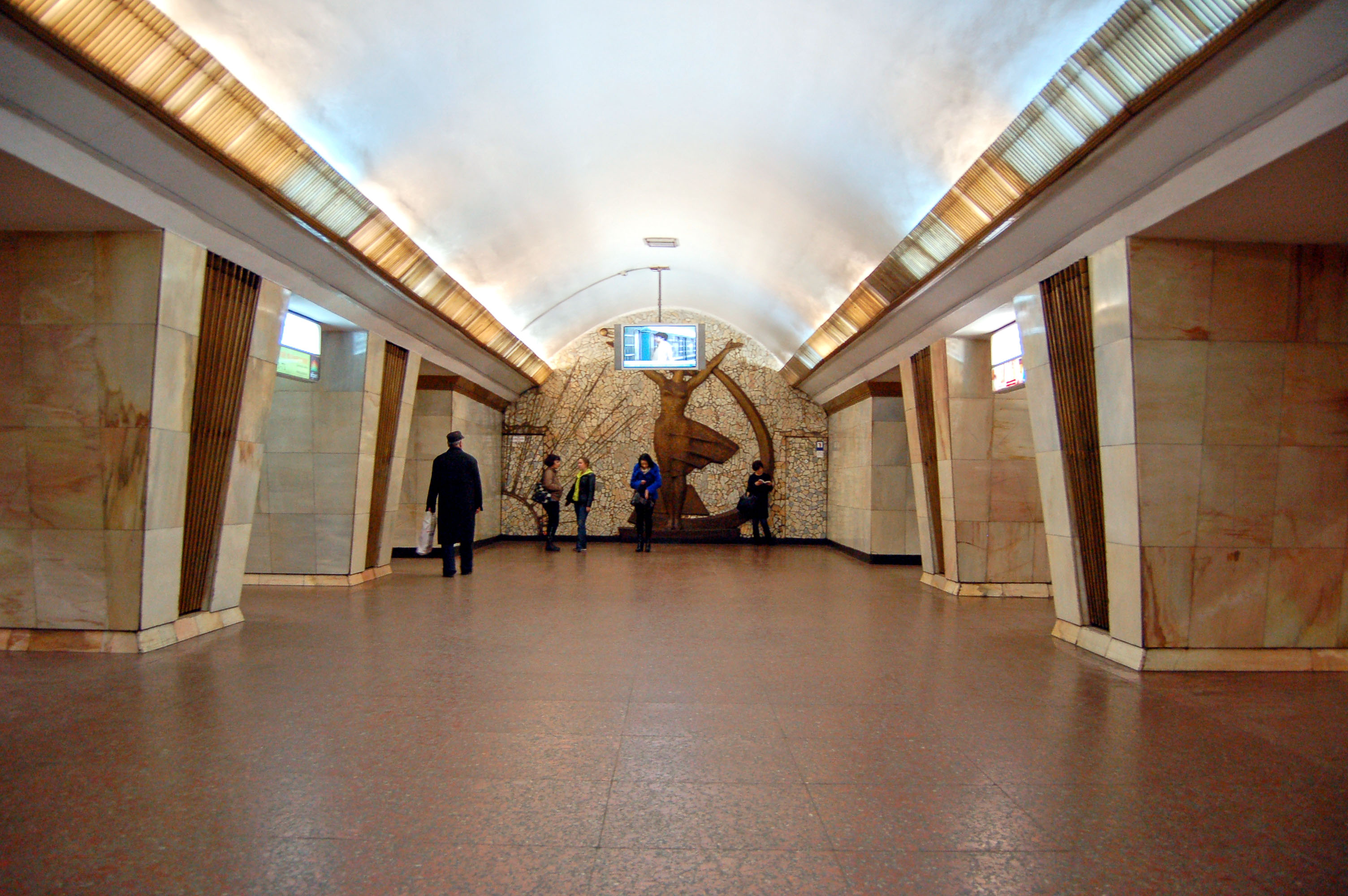
«Politechnixnuy Institut» (1963)
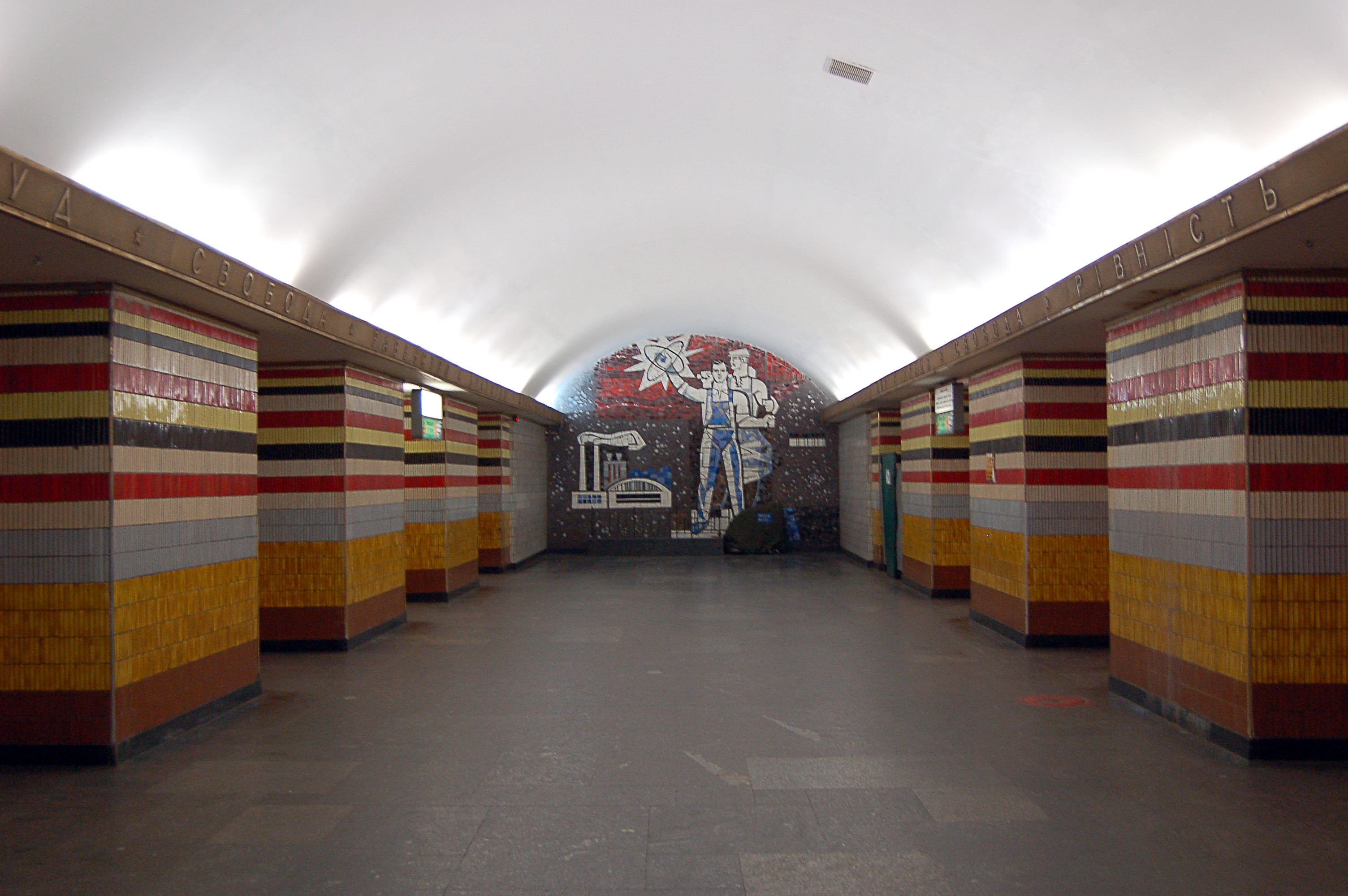
«Shulyavska» (1963)
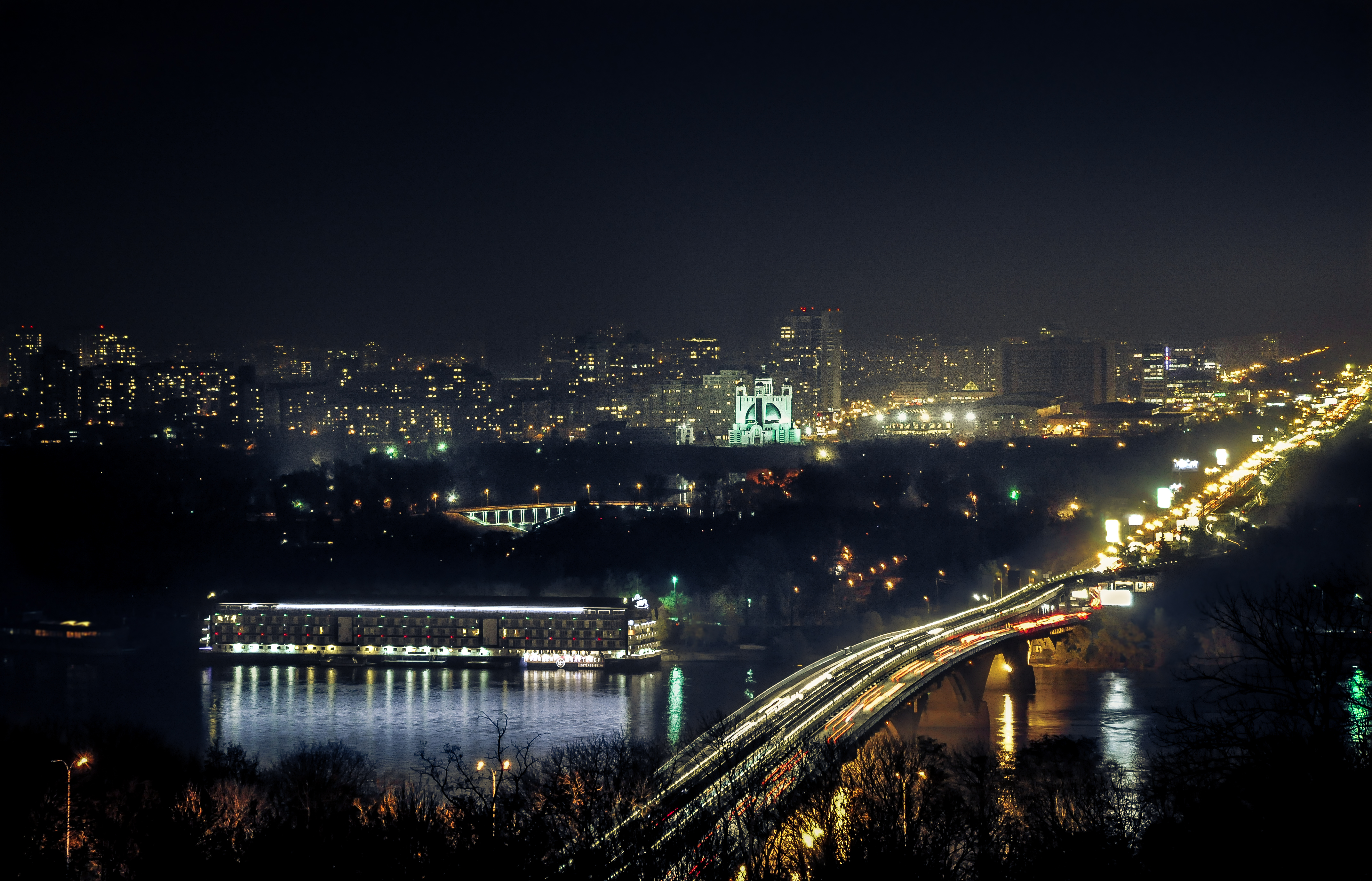
Pont de metro de Kíiv (1965)
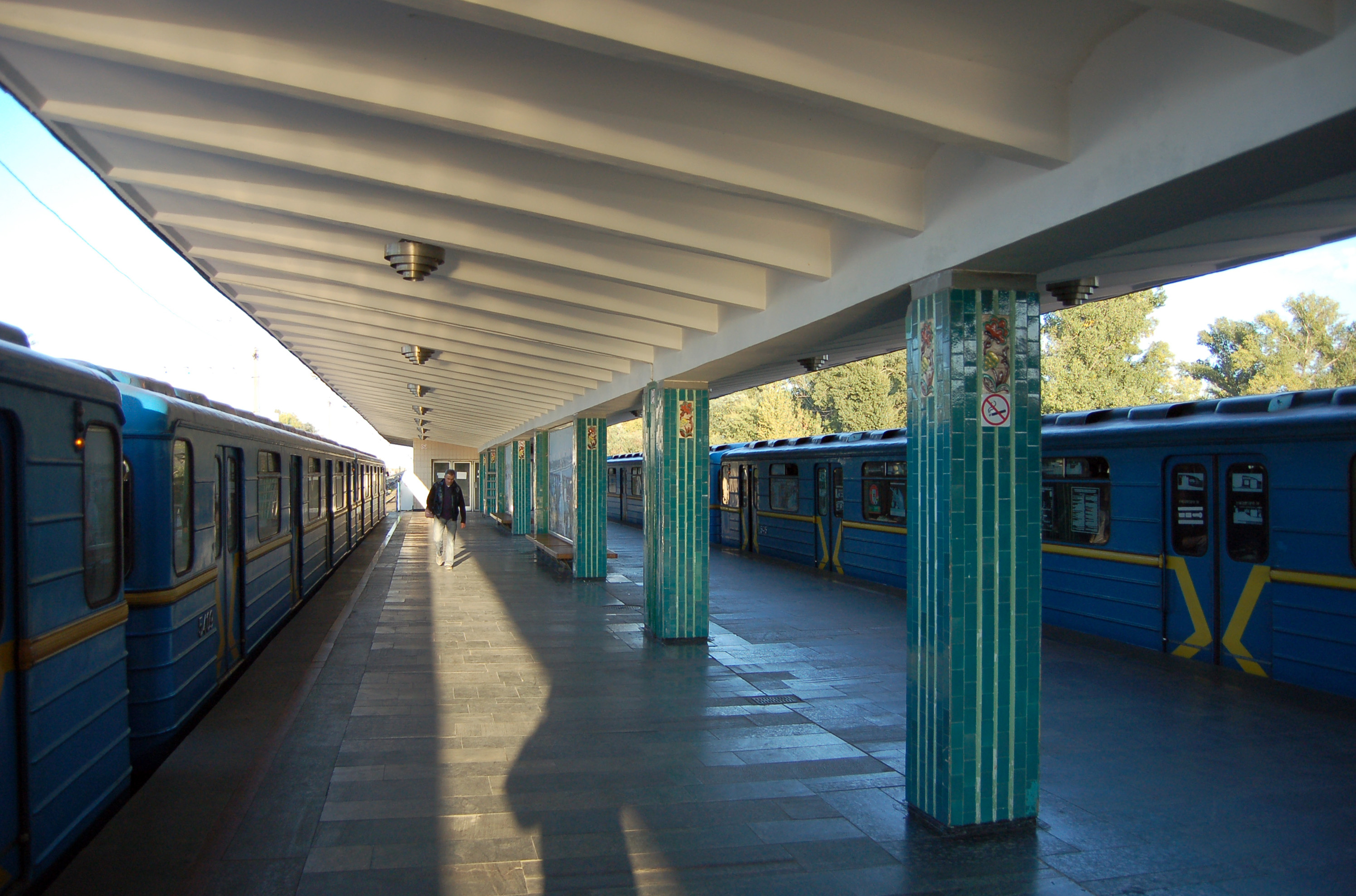
«Hydropark» (1965)
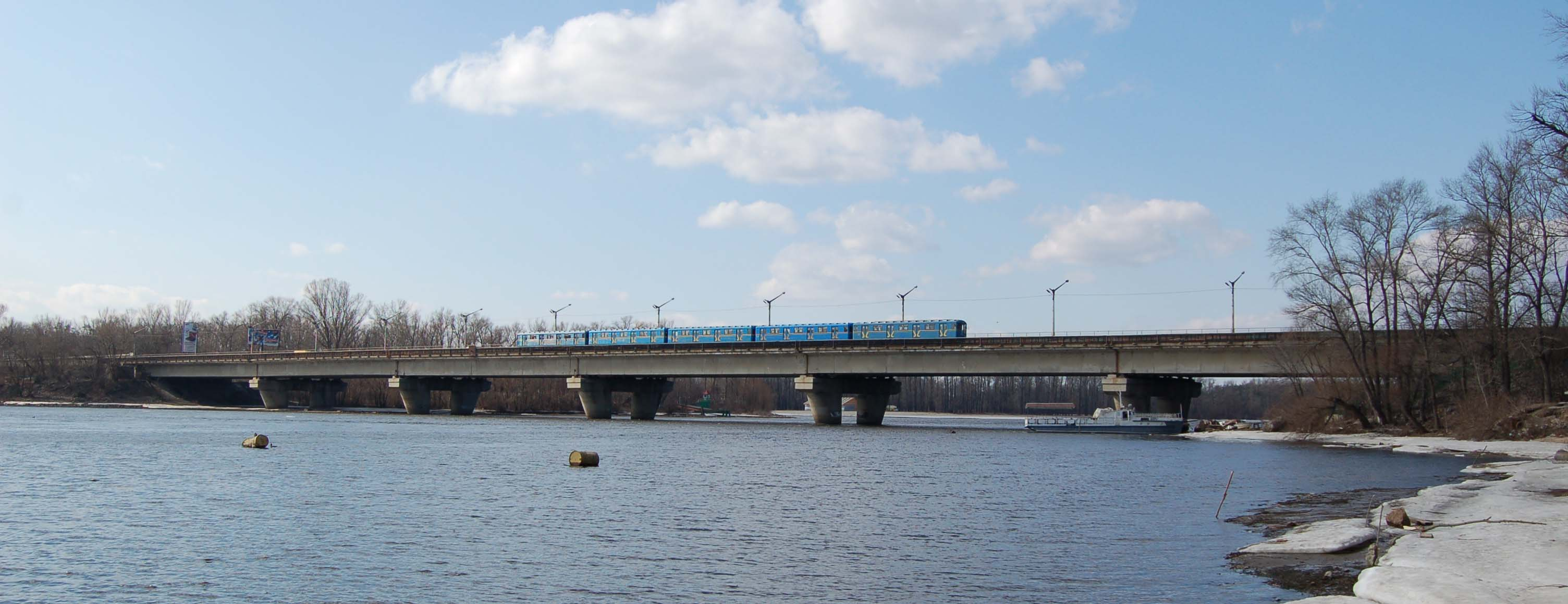
Pont de metro Rusanivskuy (1965)
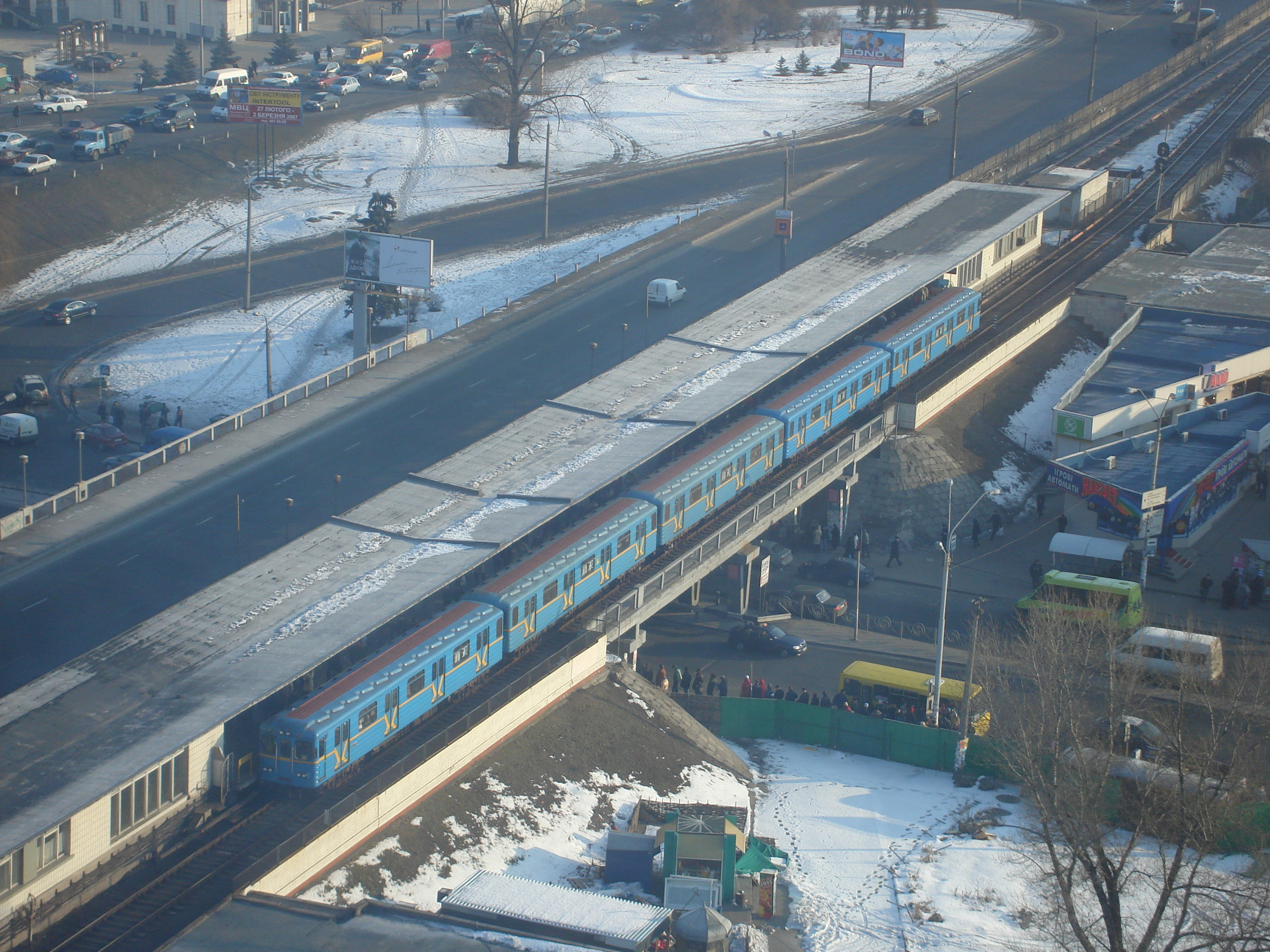
«Livoberezhna» (1965)
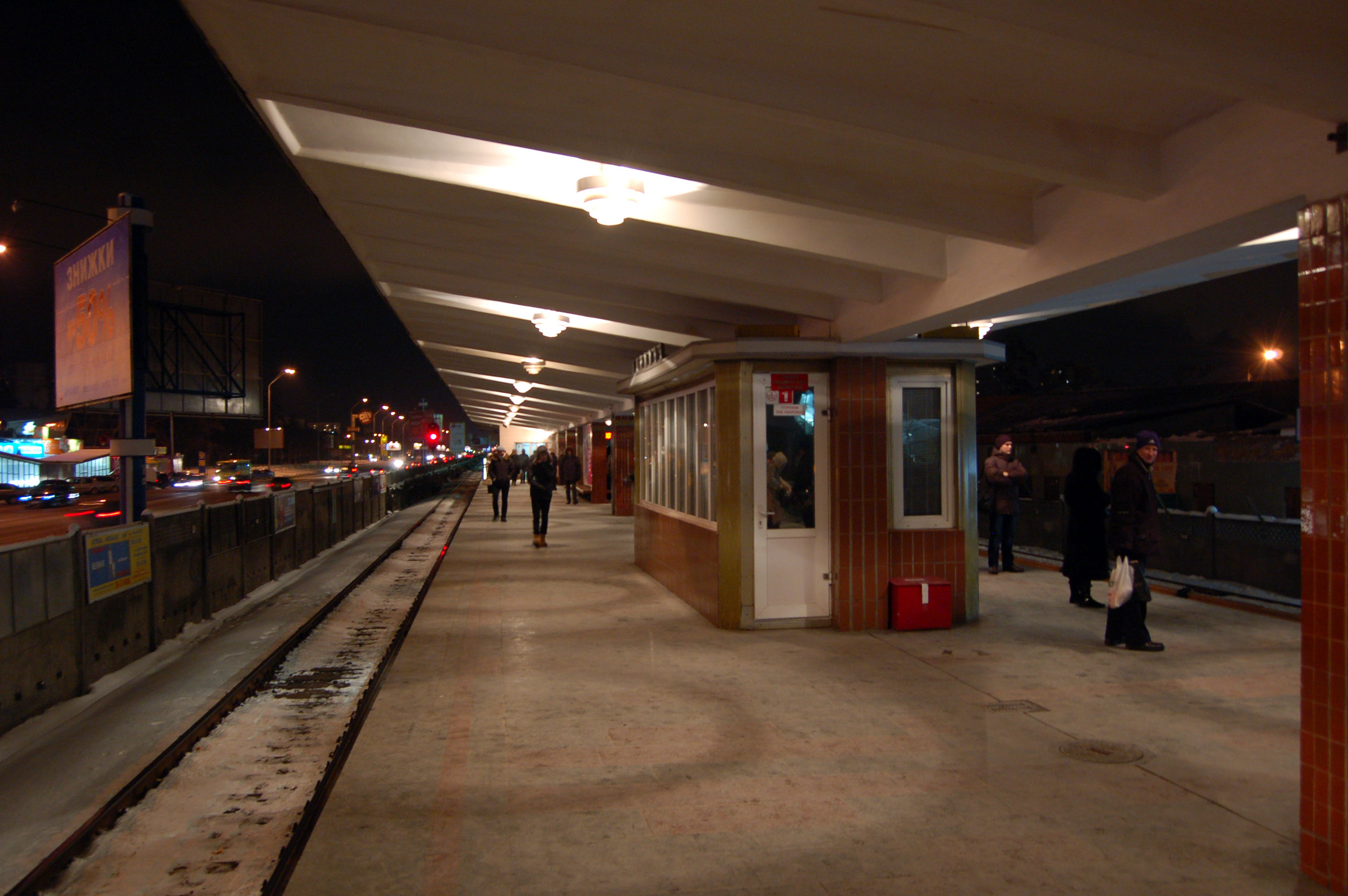
«Darnyrsia» (1965)
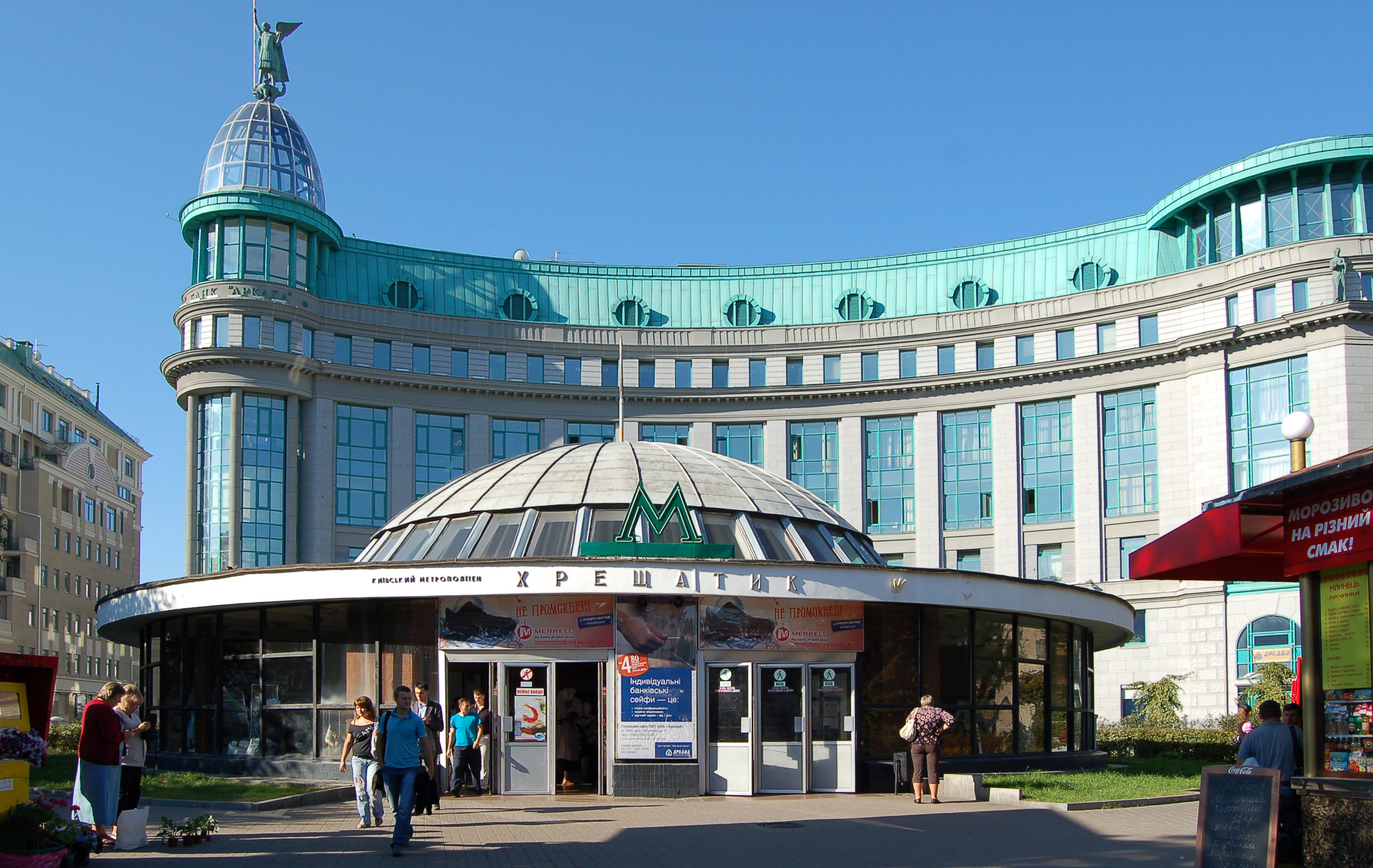
La segona sortida de l'estació «Khreschatyk» (1965)

L'any 1968, la línia es va ampliar de nou: es va construir l'estació "Komsomolska" ("Chernihivska" ), es va construir el primer punt de manteniment darrere del carrer sense sortida, on es van dur a terme la inspecció tècnica i les petites reparacions dels trens.
L'any 1969, el material mòbil del metro va canviar gairebé completament: tots els vagons de tipus D van ser traslladats a Leningrad per donar servei a les estacions del tipus "ascensor horitzontal" i, en canvi, Kíiv va obtenir vagons de tipus E de Leningrad. I ja l'any següent, la formació dels trens va canviar: es van convertir en quatre cotxes; vagons d'una nova modificació —Ezh/Ezh1— van arribar al dipòsit.
A finals de maig de 1970  es va obrir la tercera sortida de l' estació de Khreschatyk. Sortia des del vestíbul intermedi del segon pendent de l'escala mecànica fins al carrer Karl Marx.
El 1971, es van posar en funcionament tres estacions de posada poc profund "Zhovtneva" ("Beresteiska" ), "Nyvky" i "Svyatoshin" amb un punt de manteniment en un carreró sense sortida a la part occidental de la línia, així com el pas superior de l'Havana. a la ruta entre "Zhovtneva" i "Nyvky" » i té l'aspecte d'un pont de dos nivells sobre el ferrocarril, al primer nivell del qual hi ha l'autopista, i a sota hi ha el metro). Des de 1972, tots els trens han esdevingut cinc cotxes; des de llavors, el nombre de cotxes a les tres línies no ha canviat.
A més, el 23 d'agost de 1972 es va celebrar el mil milions de passatgers - el treballador de la planta de l'Arsenal V. Golikov - a l'estació d'Arsenallnya. El passatger va rebre les salutacions de l'enginyer en cap de metro R. Zagranichny i va rebre un bitllet de viatge anual gratuït. El 1973-1974, el Tx-1 va començar a rebre els primers vagons del metro de Kíiv, produïts a la planta de carros de Leningrad que portava el nom. Yehorova  - tipus Ema-502/Em-501.

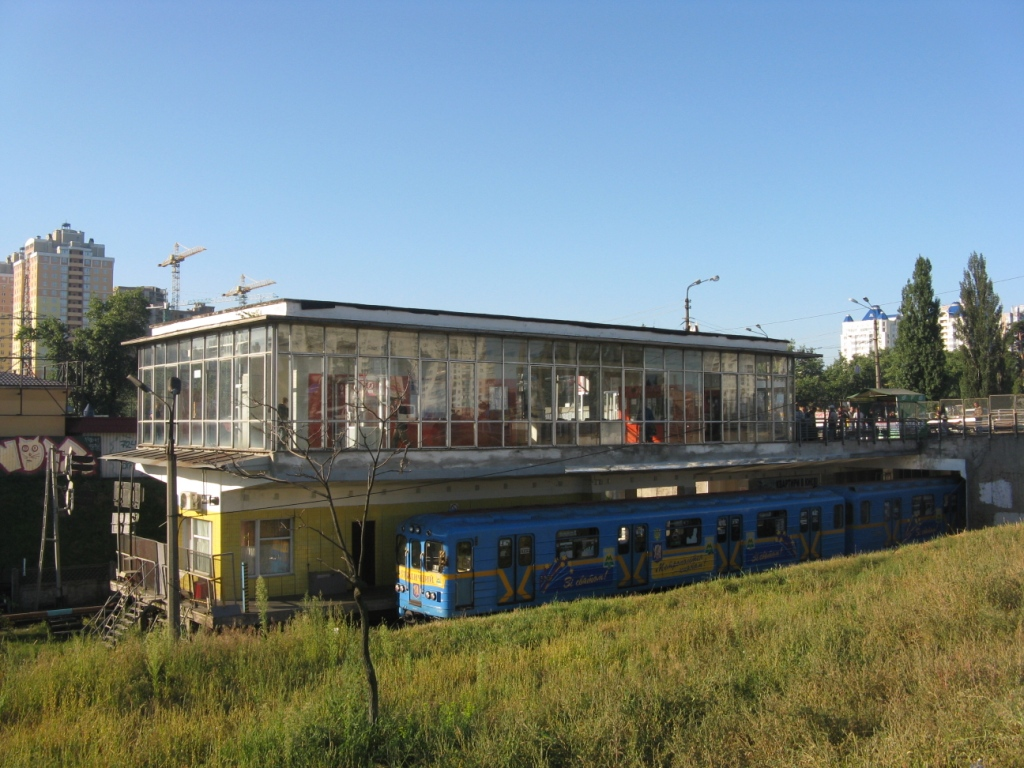
"Chernihivska" (1968)
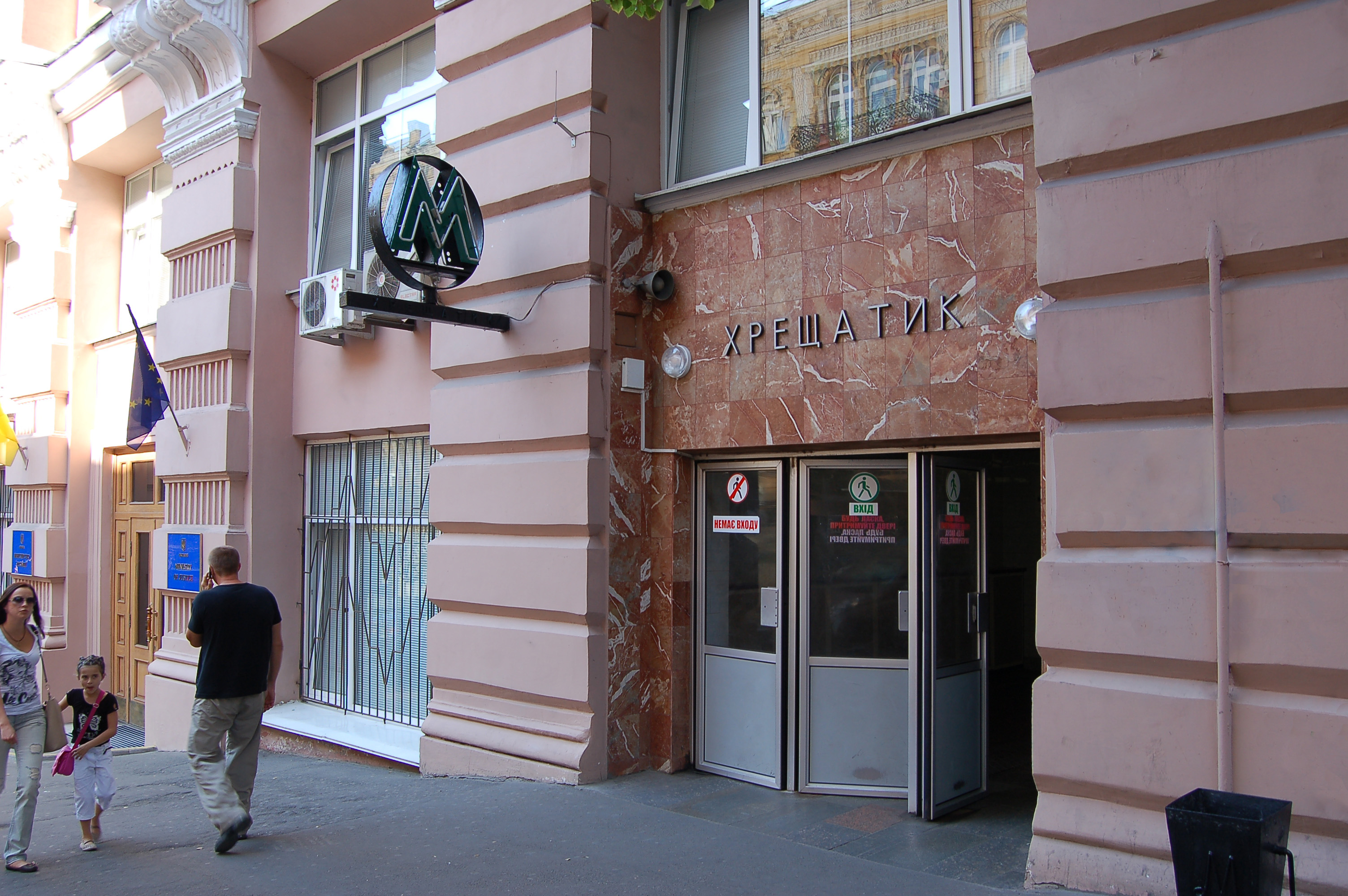
La tercera sortida de l'estació "Khreshchatyk" (1970)
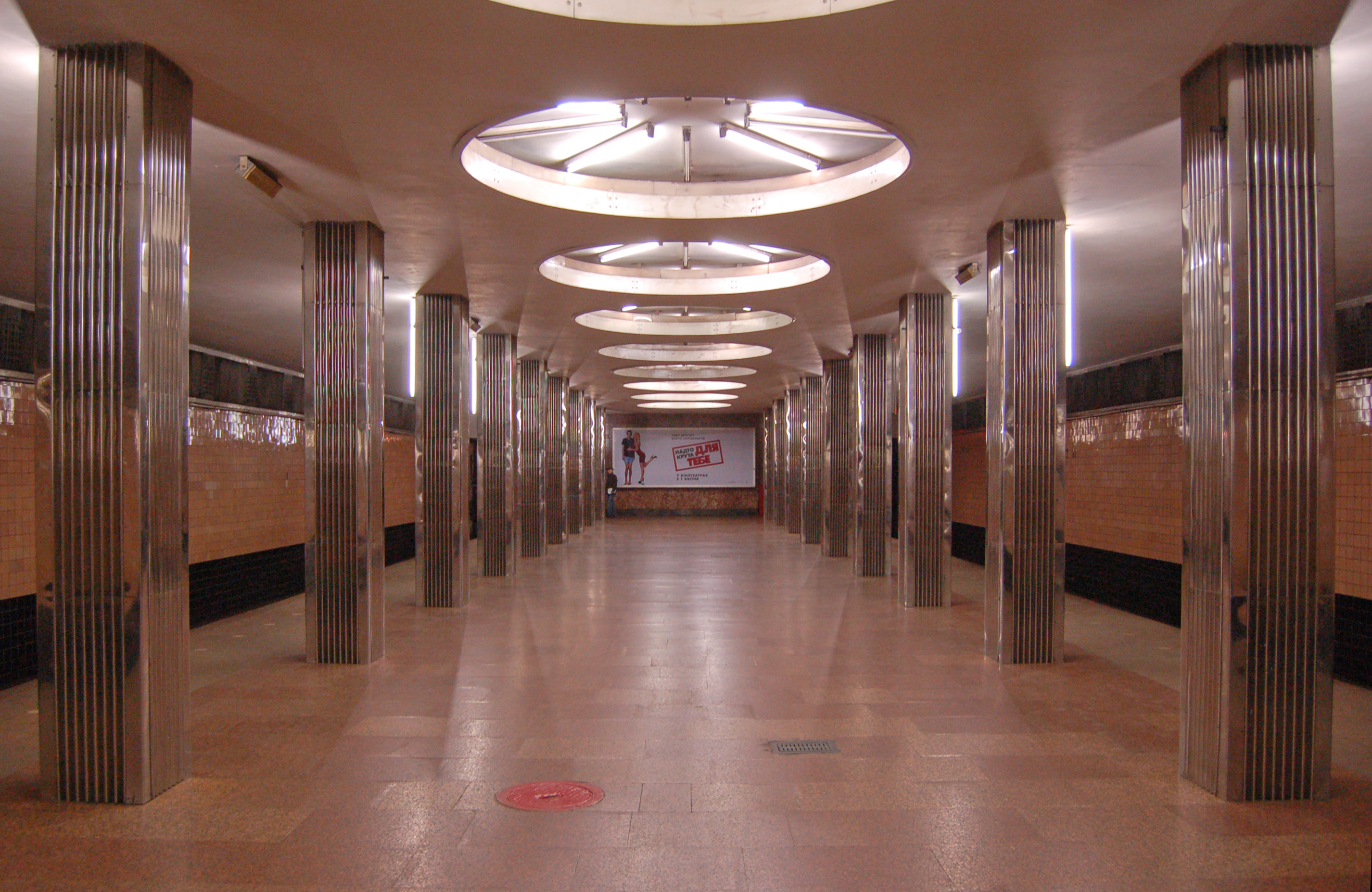
"Beresteyska" (1971)
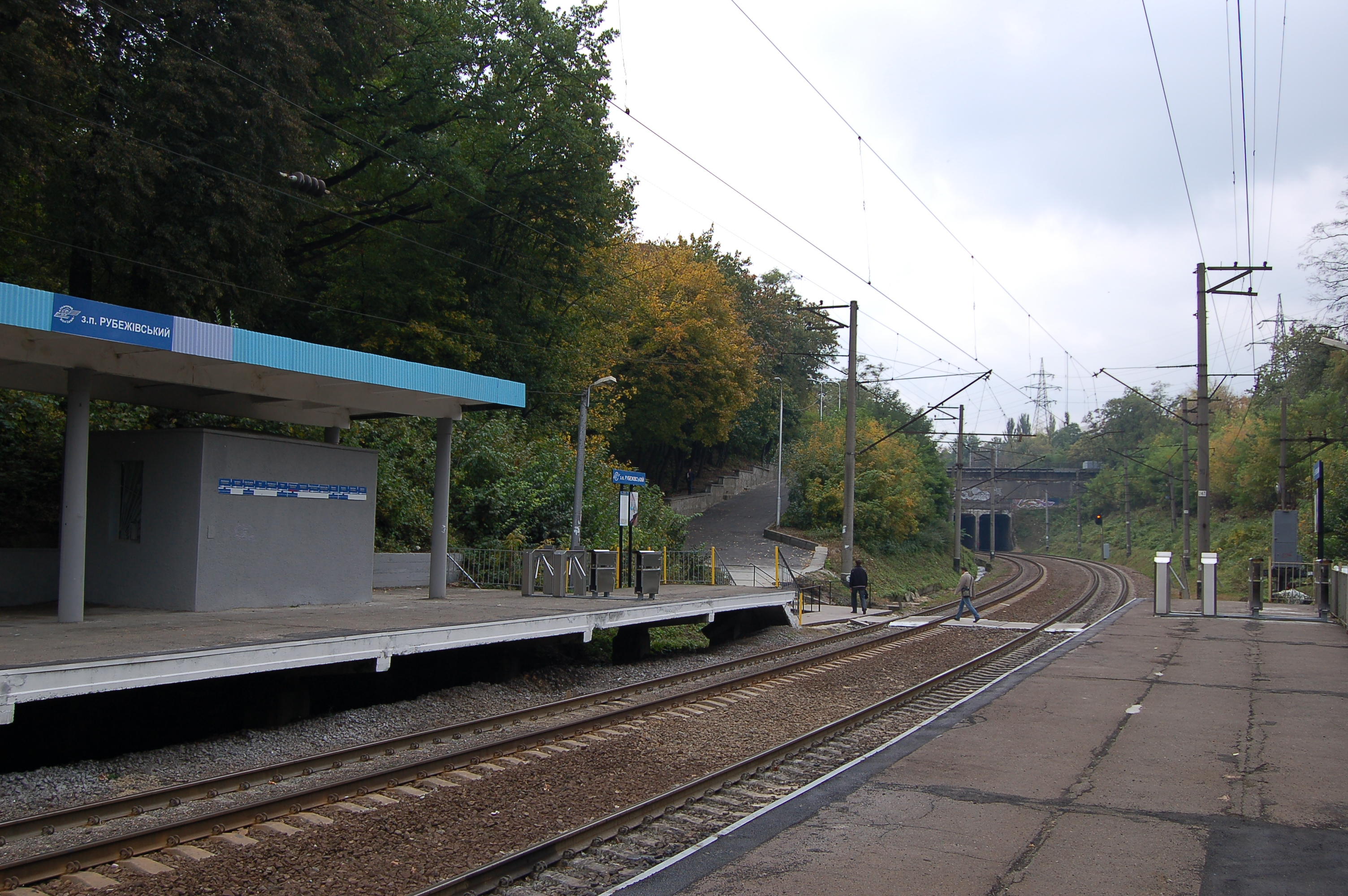
Pas superior de l'Havana (1971)
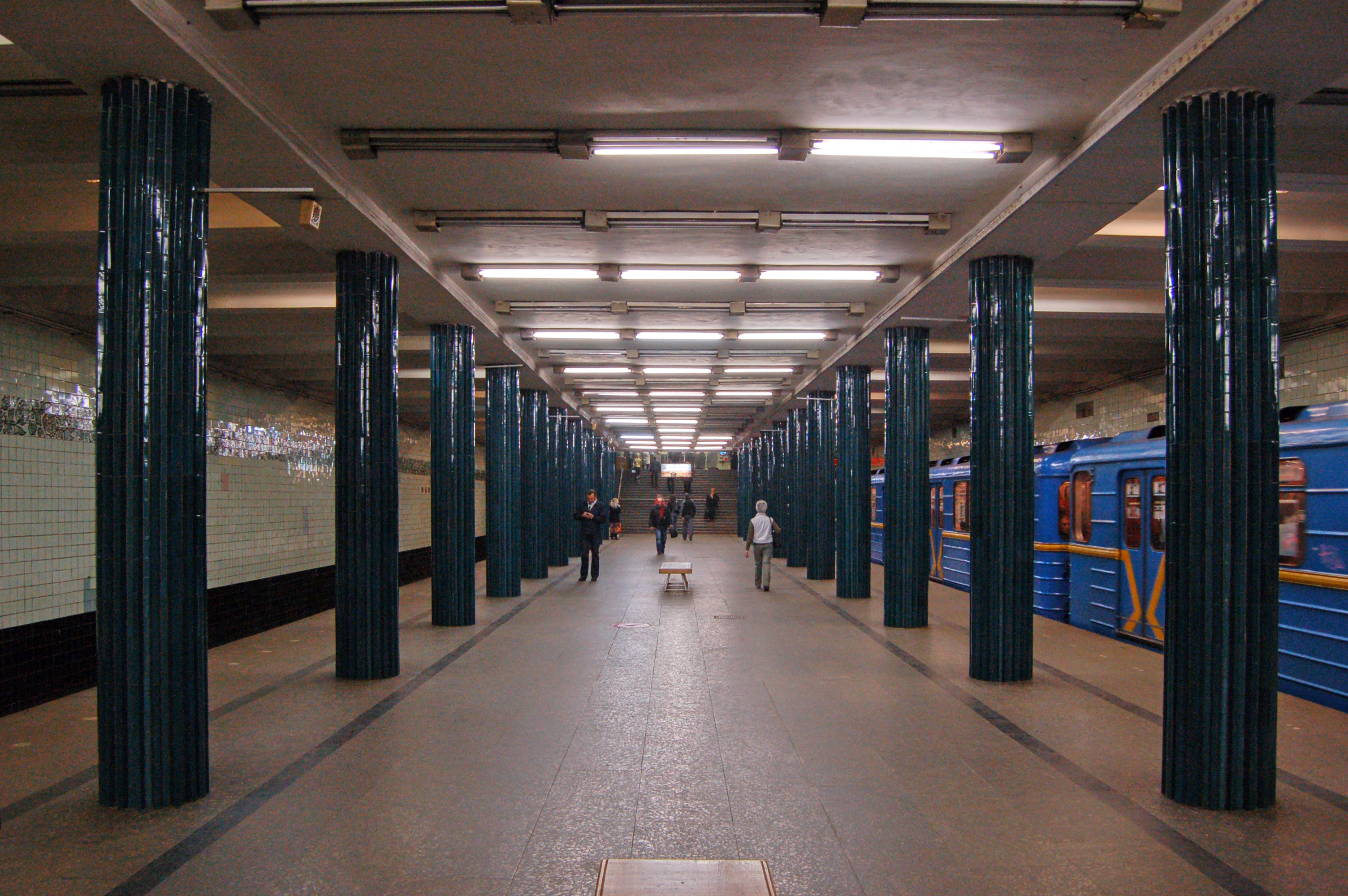
"Nyvky" (1971)
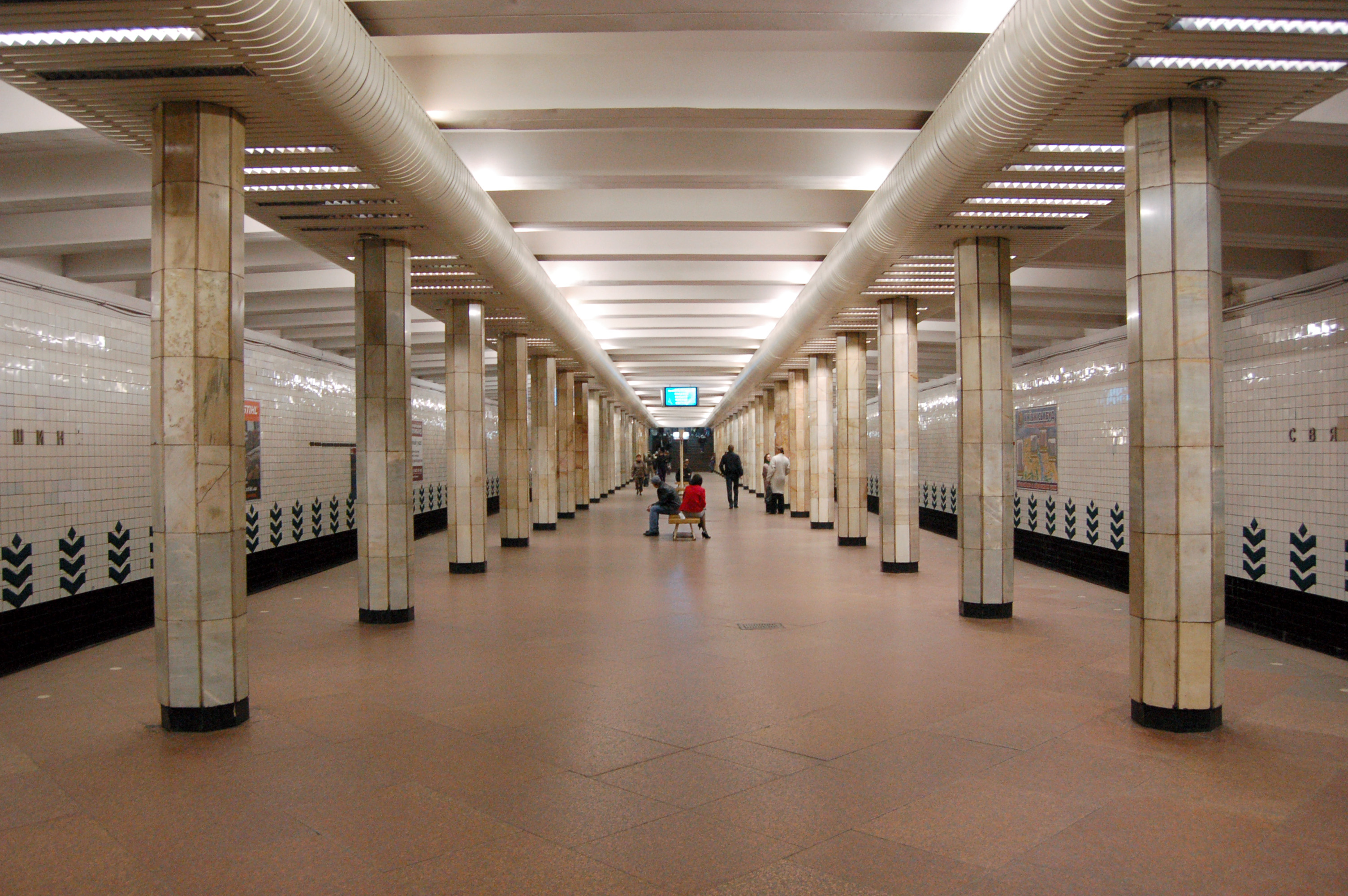
"Sviatoshin" (1971)

## Operador
L'operador del metro de Kíiv és l'empresa municipal "Kyiv Metropoliten", que pertany a la comunitat de la ciutat representada per l'Administració de l'Estat de la ciutat de Kíev amb un capital social de més de 20.000 milions d'UAH.

### Caps del metro de Kíiv
- 1959 - 1975 : Mykola Orlov (1913 - 1990 )
- 1975 - 1985 : Stepan Kapitanyuk (1922 - 2004 )
- 1985 — 2003 : Mykola Balatskyi (n. 1936 )
- 2003 — 2006 : Mykola Shavlovski (n. 1949 )
- 2006 — 2007 : Volodymyr Fedorenko (n. 1954 , cap en funcions)
- 2007 — 2010 : Petro Miroshnikov (n. 1957 )
- 2010 — 2014 : Volodymyr Fedorenko (n. 1954 )
- Des de 2014 : Viktor Braginskyi (n. 1983 )

## Flux de passatgers
| Any  | El nombre d'estacions a partir de | El nombre d'estacions a partir de | El nombre d'estacions a partir de | Trànsit de passatgers, milers de persones | Dinàmica | Font   |
| Any  | principi d'any                    | el final de l'any                 | dinàmiques                        | Trànsit de passatgers, milers de persones | Dinàmica | Font   |
| ---- | --------------------------------- | --------------------------------- | --------------------------------- | ----------------------------------------- | -------- | ------ |
| 1995 | 37                                | 37                                | ▬                                 | 285 102,4                                 |          | [ 8 ]  |
| 1996 | 37                                | 38                                | ▲                                 | 268 199.2                                 | ▼        | [ 8 ]  |
| 1997 | 38                                | 39                                | ▲                                 | 262.646,3                                 | ▼        | [ 8 ]  |
| 1998 | 39                                | 39                                | ▬                                 | 434.034,7                                 | ▲        | [ 8 ]  |
| 1999 | 39                                | 39                                | ▬                                 | 479 104,8                                 | ▲        | [ 8 ]  |
| 2000 | 39                                | 40                                | ▲                                 | 505.544,6                                 | ▲        | [ 8 ]  |
| 2001 | 40                                | 40                                | ▬                                 | 544.271,8                                 | ▲        | [ 8 ]  |
| 2002 | 40                                | 40                                | ▬                                 | 572 511.0                                 | ▲        | [ 8 ]  |
| 2003 | 40                                | 42                                | ▲                                 | 597.815,0                                 | ▲        | [ 8 ]  |
| 2004 | 42                                | 43                                | ▲                                 | 558.623,9                                 | ▼        | [ 8 ]  |
| 2005 | 43                                | 44                                | ▲                                 | 584.851,9                                 | ▲        | [ 8 ]  |
| 2006 | 44                                | 45                                | ▲                                 | 612.349,2                                 | ▲        | [ 8 ]  |
| 2007 | 45                                | 45                                | ▬                                 | 641.794,9                                 | ▼        | [ 8 ]  |
| 2008 | 45                                | 46                                | ▲                                 | 663.900,0                                 | ▲        | [ 8 ]  |
| 2009 | 46                                | 46                                | ▬                                 | 502.900,0                                 | ▼        | [ 8 ]  |
| 2010 | 46                                | 49                                | ▲                                 | 504.300,0                                 | ▲        | [ 8 ]  |
| 2011 | 49                                | 50                                | ▲                                 | 519.000,0                                 | ▲        | [ 8 ]  |
| 2012 | 50                                | 51                                | ▲                                 | 556.700,0                                 | ▲        | [ 8 ]  |
| 2013 | 51                                | 52                                | ▲                                 | 536 177,0                                 | ▼        | [ 8 ]  |
| 2014 | 52                                | 52                                | ▬                                 | 503.922,8                                 | ▼        | [ 8 ]  |
| 2015 | 52                                | 52                                | ▬                                 | 485.685,8                                 | ▼        | [ 8 ]  |
| 2016 | 52                                | 52                                | ▬                                 | 484.583,3                                 | ▼        | [ 9 ]  |
| 2017 | 52                                | 52                                | ▬                                 | 498.465,9                                 | ▲        | [ 10 ] |
| 2018 | 52                                | 52                                | ▬                                 | 496.071,8                                 | ▲        | [ 11 ] |
| 2019 | 52                                | 52                                | ▬                                 | 495.300,0                                 | ▼        | [ 12 ] |
| 2020 | 52                                | 52                                | ▬                                 | 279.484,0                                 | ▼        | [ 12 ] |
| 2021 | 52                                | 52                                | ▬                                 | 319.300,0                                 | ▼        | [ 12 ] |
| 2022 | 52                                | 52                                | ▬                                 | 162 170,3                                 | ▼        | [ 13 ] |

## Premis
- El 2 d'agost de 1977, el metro de Kíiv va rebre el nom de V. I. Lenin.[14]
- 3 d'abril de 1981 — El metro de Kíiv va rebre l'Ordre de la Bandera Roja del Treball.

## El metro de Kíiv a la cultura
Per al 50è aniversari del metro, Ukrpoxta va emetre un bloc de segells postals "50 anys del metro de Kíiv", que consta de quatre segells:
- 1082 "Estació de metro Lukyanivska",
- 1083 "Estació de metro de Dorogozhichi",
- Núm. 1084 "Construcció del metro",
- Núm. 1085 "Tren de metro modern".[15]